# Duane Graveline
Duane Edgar Graveline, né le 2 mars 1931 à Newport (Vermont) et mort le 5 septembre 2016 à Merritt Island (Floride), est un médecin et astronaute américain.

## Biographie
Sélectionné dans le groupe d'astronautes 4 pour le programme Apollo, il ne participe cependant à aucune mission. Néanmoins, il est connu pour l'un de ses entraînements — une immersion dans l'eau pendant sept jours — dans le cadre de recherches sur la gravité zéro.